# Равський деканат
Равський деканат — колишня структурна одиниця Перемишльської єпархії греко-католицької церкви з центром в м. Рава Руська. Очолював деканат декан. Утворений з Потелицького деканату з частковими модифікаціями.

## Територія
У 1936 році в Равському деканаті було 19 парафій:
1. Парафія с. Белзець з приходом у с. Березини;
2. Парафія с. Верхрата з філіями в с. Прісє і присілку Монастир та приходом у присілках Луг, Завалилє, Лужки і Шестаки, Німиця, Медвежа, Майдан, Ставки і Филі, Верховина, Догани, Гори, Мриглоди, Горай, Лози;
3. Парафія с. Вільки Мазовецькі;
4. Парафія с. Гійче з приходом у присілках Гряда, Діброва, Луг, Мельники, Дячки, Пістуни, Івануси, Федюки;
5. Парафія с. Голе Равське з приходом у с. Синьковичі, присілках Голе Мале, Лужки;
6. Парафія с. Гребенне з філіями в с. Селиська, с. Мости Малі;
7. Парафія с. Девятир;
8. Парафія с. Забірє;
9. Парафія с. Камінка-Липник з приходом у присілках Помлинів, Голе, Березина;
10. Парафія с. Камінка Лісова;
11. Парафія с. Камінка Нова (Криве) з приходом у присілках Буди, Біжків, Криве, Крушина, Пільце;
12. Парафія с. Камінка Старе Село;
13. Парафія с. Любича Князі з філією в с. Любича Камеральна та приходом у с. Гута Любицька;
14. Парафія м. Потелич з філією в с. Велике Передмістя та приходом у присілку Клебани;
15. Парафія м. Рава Руська з філією в с. Рата;
16. Парафія с. Річки;
17. Парафія с. Руда Лісна з приходом у с. Окопи, с. Погарисько;
18. Парафія с. Руда Монастирська з приходом у с. Монастирок, с. Замок, с. Погарисько, с. Камінна Гора;
19. Парафія с. Тенетиська з приходом у с. Потоки і Пуньки.

### Декан
- 1936 — Дороцький Михайло у Потеличи.

### Кількість парафіян
1936 — 47 676 осіб.
Деканат було ліквідовано в 1946 р.